# Nová Ves nad Lužnicí (nádraží)
Nová Ves nad Lužnicí (v letech 1871–1920 a 1938–1945 Erdweis) je železniční stanice v okrese Jindřichův Hradec v Jihočeském kraji. Leží na neelektrizované trati České Velenice – Veselí nad Lužnicí. Ve stanici zastavují pouze osobní vlaky (linka S5) Českých drah mezi Českými Velenicemi a Veselím nad Lužnicí. Rychlíky Lužnice a Silva Nortica (R17) stejnojmenného dopravce pouze stanicí projíždějí.

## Zabezpečovací zařízení
Stanice je vybavena elektromechanickým zabezpečovacím zařízením, v přilehlých traťových úsecích jsou jízdy vlaků zabezpečeny pomocí automatického hradla.[zdroj?]

## Historie
Stanice byla otevřena 9. března 1871 společností Dráha Františka Josefa. Do roku 1874 se jednalo o zastávku s nákladištěm, poté již šlo o železniční stanici, tehdy jen se dvěma dopravními kolejemi. Třetí dopravní kolej byla postavena v letech 1975-1976. V roce 1982 byla stanice vybavena moderními světelnými na sobě závislými návěstidly. Zároveň bylo mechanické přejezdové zabezpečovací zařízení v kilometru 6,882 bylo nahrazeno světelným přejezdovým zařízením. Rozšiřováním výrobního závodu Calofrig Borovany v 80. letech 20. století došlo k rozšíření vlečkového kolejiště tohoto závodu.[zdroj?]